# خورخي غيين
خورخي غيين إي ألفاريز (بالإسبانية: Jorge Guillén y Álvarez)‏ ـ (18 يناير 1893 ـ 6 فبراير 1984) هو شاعر وأستاذ جامعي وناقد أدبي إسباني ينتمي إلى جيل 27. فاز بجائزة ميغيل دي ثيربانتس للآداب باللغة الإسبانية ـ أكبر جائزة دولية للأدب المكتوب باللغة الإسبانية ـ في نسختها الأولى سنة 1976، كما حصل من المكسيك على جائزة ألفونسو رييس الدولية (بالإسبانية: Premio Internacional Alfonso Reyes)‏ سنة 1977.

## روابط خارجية
- خورخي غيين على موقع الموسوعة البريطانية (الإنجليزية)
- خورخي غيين على موقع مونزينجر (الألمانية)
- خورخي غيين على موقع ميوزك برينز (الإنجليزية)